# Catenaccio
Catenaccio (wł. rygiel, zasuwka) – system taktyczny w piłce nożnej kładący szczególny nacisk na dobrze zorganizowaną obronę oraz faule taktyczne, skupiający się na chronieniu własnej bramki bardziej niż zdobywaniu goli. Znany stał się dzięki argentyńskiemu trenerowi Helenio Herrerze, który w latach sześćdziesiątych wdrożył ten system w Interze Mediolan. Dzięki niemu Inter w Serie A wygrywał większość swych meczów wynikiem 1:0.
Najważniejszą innowacją w systemie catenaccio było wprowadzenie stopera, gracza ustawionego za linią trzech obrońców (w wersji Herrery - czterech), odzyskującego stracone piłki, walczącego z napastnikiem przeciwnika lub podwajającym krycie jeśli sytuacja tego wymagała. Inną ważną innowacją był kontratak, oparty na długich przerzutach piłki od obrońców.

## Pochodzenie
Catenaccio prawdopodobnie wywodzi się z systemu verrou (fr. rygiel, zasuwka) stworzonego przez austriackiego trenera Karla Rappana, który w pierwszej połowie dwudziestego wieku jako szkoleniowiec najpierw klubu Servette FC, a później reprezentacji Szwajcarii wykorzystywał taktykę opartą na twardej defensywie, ze stoperem tuż przed bramkarzem. Później tę taktykę na grunt włoski przeniósł trener Nereo Rocco, używając podobnego systemu w klubach Triestina Calcio oraz Padova Calcio.
Taktyka Rocco, często uważana za pierwsze prawdziwe catenaccio, zaprezentowana została po raz pierwszy w 1947 roku z Triestiną: zespół grający w ustawieniu 1-3-3-3, nastawiony przede wszystkim na defensywę, zaskakująco zakończył rozgrywki Serie A na drugim miejscu. Później catenaccio zaczął wykorzystywać Inter.
Taktyka ta pozostawała popularna aż do finału Pucharu Europy w roku 1967, gdzie Inter spotkał się z Celtikiem Glasgow. Zespół z Mediolanu prowadził 1:0 od 8. minuty dzięki wykorzystanemu przez Sandro Mazzolę rzutowi karnemu. Od tego momentu Włosi pozostawali pod ciągłym atakiem słynącego z ofensywnej gry Celtiku. Zespół z Glasgow ostatecznie wygrał spotkanie 2:1, dokonując w czasie gry ponad czterdziestu prób zdobycia bramki. Mecz ten obnażył wady systemu catenaccio, a sam Herrera przyznał po nim, że "Celtic wygrał zasłużenie, a jego zwycięstwo było dobre dla piłki".

## Catenaccio dziś
Z czasem catenaccio było powoli wypierane przez inne taktyki. Wpływ na to miała rosnąca popularność systemów opartych na ataku, malejąca rola stoperów w nowoczesnym futbolu oraz powszechna krytyka catenaccio jako skupiającego się wyłącznie na „dowiezieniu” korzystnego wyniku do końca meczu bez „dbania” o jakość samego widowiska. Obecnie catenaccio często nazywa się „antyfutbolem”.